# Meridianville (Alabama)
Meridianville es un lugar designado por el censo ubicado en el condado de Madison en el estado estadounidense de Alabama. En el año 2000 tenía una población de 4117 habitantes y una densidad poblacional de 101,7 personas por km².

## Demografía
En el 2000 la renta per cápita promedia del hogar era de $54,766, y el ingreso promedio para una familia era de $61,367. El ingreso per cápita para la localidad era de $23,626. Los hombres tenían un ingreso per cápita de $42,274 contra $29,241 para las mujeres.

## Geografía
Meridianville se encuentra ubicado en las coordenadas 34°52′9″N 86°34′42″O / 34.86917, -86.57833. Según la Oficina del Censo, la localidad tiene un área total de 40,5 km² (15,6 mi²), de la cual 40,5 km² (15,6 mi²) es tierra y 0 km² (0 mi²) (0.0%) es agua.